# 井田磐楠
井田 磐楠（いだ　いわくす、1881年（明治14年）2月24日 - 1964年（昭和39年）3月29日）は、日本の陸軍軍人、男爵、貴族院議員、大政翼賛会常任総務。最終階級は陸軍少佐。戦後、A級戦犯として逮捕された。

## 経歴
本籍岐阜県。井田譲陸軍少将の二男として、父の在勤地ウイーンで生まれる。父の死去に伴い1890年1月18日、男爵を襲爵。慶應義塾（慶應義塾幼稚舎）、学習院中等科を経て、1901年11月、陸軍士官学校（13期）を卒業、翌年6月、砲兵少尉に任官し野戦砲兵第16連隊付となる。1904年から始まる日露戦争では旅順・奉天の戦いに従軍。陸士生徒隊付、野戦砲兵第16連隊付、同連隊中隊長、陸士教官などを歴任し、1919年4月、砲兵少佐に進級し野戦砲兵第13連隊付となり、翌月予備役に編入された。同年9月から1922年まで東京帝国大学文学部で聴講生として学ぶ。
1929年（昭和4年）4月27日、貴族院男爵議員補欠選挙で当選（1945年12月12日まで在任）、在郷軍人の政治団体三六倶楽部に関わる。政界転身後は観念右翼思想をもとに活動。1935年、美濃部達吉の天皇機関説に対し、菊池武夫らと貴衆両院有志懇談会をつくり機関説排撃を決議し、岡田啓介内閣を批判した。
一方、1940年におこった一国一党制（ファシズム）への政体の移行（新体制運動）には、天皇大権の侵犯であるとして反対の立場であった（幕府違憲論）。新体制準備委員に選出されながら、事務方として取り仕切る企画院などの革新官僚の誘導により社会主義へと舵を切ることへの警戒感から、この運動に否定的な態度をとる。また、大政翼賛運動の綱領の作成については、「国民運動の綱領となりうるのは詔勅のみだ」として反対し、同運動の綱領の発表を阻止する。運動の推進体として大政翼賛会が発足すると、常任総務に就任するが、その提示する政策パンフレットの革新色について引き続き批判する。
翼賛会の政治性については、当初想定されていた国家社会主義を推進するファシズムという方向性を批判。あくまで民間の国民運動に対応する政府の外郭団体と位置づけ、政党性を排除することを要求した。最終的には、近衛文麿総裁（兼首相）が議会の攻勢に屈することによって、翼賛会は政治結社ではなくて、政府の政策に協力してゆく「公事結社」である、と表明。井田の主張が通る形になった。これにあわせて1941年4月、翼賛会の改組によって内務官僚が運営を主導する形になったのにあわせて、井上は常任総務を辞任する。
戦後の1945年（昭和20年）12月2日、連合国軍最高司令官総司令部は日本政府に対し、井田を逮捕するよう命令（第三次逮捕者59名中の1人）が出され、A級戦犯の容疑で巣鴨拘置所に勾留された。1947年9月、釈放。その後公職追放となる。

## 栄典
位階
- 1941年（昭和16年）5月1日 - 正三位[8]

勲章等
- 1937年（昭和12年）9月7日 - 勲三等瑞宝章[9]
- 1940年（昭和15年）8月15日 - 紀元二千六百年祝典記念章[10]

## 親族
- 妻 井田久子（大山巌元帥の四女）
- 養嗣子 井田正孝（陸軍中佐・実業家）
- 義兄　棚橋一郎（姉ときの夫）
- 義兄　坊城俊延（姉てつの夫、坊城俊賢の岳父）
- 義弟 山田軍太郎（妹ゆみの夫、陸軍少将）